# Majdaliya
Majdaliya (tiếng Ả Rập: مجدليا) là một ngôi làng Syria nằm ở Ariha Nahiyah ở huyện Ariha, Idlib. Theo Cục Thống kê Trung ương Syria (CBS), Majdaliya có dân số 1429 trong cuộc điều tra dân số năm 2004.